# Gnypeta brevicornis
Gnypeta brevicornis es una especie de escarabajo del género Gnypeta, tribu Oxypodini, familia Staphylinidae. Fue descrita científicamente por Casey en 1906.
Se distribuye por Canadá. La especie presenta una coloración marrón oscura y la longitud del cuerpo es de aproximadamente 2,7-2,9 milímetros.